# Pont Perdut
El Pont Perdut és una obra d'Anglès (Selva) inclosa a l'Inventari del Patrimoni Arquitectònic de Catalunya.

## Descripció
El pont, conegut popularment com el pont perdut, i que tradicionalment unia i comunicava Anglès amb la població veïna de la Cellera, es troba en un estat de ruïna absoluta.
De l'estructura original, tan sols es conserva un munyoc de rocs ensamblats a través d'una espècie d'argamassa, que es troba al mig de la Riera d'Osor. I també a cada costat de la riera, tant al costat d'Anglès com al de la Cellera, es troben les restes de dos pilars. Les restes conservades consisteixen en el basament i diversos ferros que servien com a punt de fixació. Ara bé uns pilars que són difícils de localitzar visualment perquè es troben completament coberts per la vegetació de la zona i per bardisses.
A tall d'apunt cal dir que el pont estava ubicat no en posició normal, és a dir recte, sinó que després d'analitzar els respectius pilars de cada banda i les restes del mig de la riera, arribem a la conclusió que el pont estaria ubicat a biaix.

## Història
El camí medieval denominat via “Moneria”, és a dir, la ruta que anava des d'Amer fins a Girona passant per la banda dreta del Ter, havia estat una ruta important, i com a tal va tenir els seus ponts, concretament tres: el de sant Julià de Llor, el d'Amer o Gallissà i un altre damunt la Riera d'Osor, que unia la Cellera i Anglès conegut com el Pont Perdut. De tots tres el més mal conegut és aquest darrer.
L'obra del pont va ser manada construir per la diòcesi gironina l'any 1370. No se sap quant de temps va romandre l'esmentada construcció en peu. Foren els terratrèmols de l'any 1427-29 els que el varen enderrocar o bé alguna inundació posterior. Ara bé, se sap que a finals del segle xvi el pont ja no feia cap servei, i la riera d'Osor havia de creuar-se per un gual o per passeres. Les restes del pont, situades a cada costat de la riera d'Osor, eren agafades com a terme entre la Cellera i Anglès. Encara en algunes escriptures notarials del segle xviii de finques properes a la riera d'Osor (per exemple les del Marquès de Castelldosrius, de La Cellera de Ter), es fa esment de les restes de l'antic pont.
La manca d'un pont en condicions sobre la riera d'Osor va ser un dels factors més determinants per a la separació civil i eclesiàstica definitiva entre Anglès i la Cellera. Els feligresos d'Anglès eren obligats a acudir a missa a l'església parroquial de santa Maria de Sales de la Cellera de Ter, i els veïns de la Cellera havien d'arribar-se a Anglès, per tal d'acudir a la batllia, a la notaria o a comprar a la fleca, a la carnisseria o a la gabella de la vila.